# Єлишево
Єли́шево (рос. Елышево, башк. Йылыш) — присілок у складі Мішкинського району Башкортостану, Росія. Входить до складу Ірсаєвської сільської ради.
Населення — 433 особи (2010; 445 у 2002).
Національний склад:
- марійці — 99 %